# Sludge metal
Sludge metal (często określany również jako sludge) – podgatunek muzyki heavymetalowej, uważany za fuzję gatunków doom metal i hardcore punk, niekiedy obejmujący również wpływy z southern rocka oraz grunge. Sludge metal charakteryzuje ciężkie, powolne tempo (okazjonalnie szybkie), mocno przesterowane brzmienie gitar oraz pesymistyczny nastrój wywodzący się z doom metalu. Za prekursorów tego stylu muzycznego jest uważana grupa Melvins, wywodząca się ze stanu Waszyngton. Największą popularyzację gatunku przyniosły jednak zespoły wywodzące się z Nowego Orleanu.

## Charakterystyka
Sludge metal charakteryzuje się powolnym tempem, ciężkimi i mrocznymi rytmami, połączonymi z pesymistycznym nastrojem wywodzącym się z doom metalu, oraz krzykliwym śpiewem wywodzącym się z hardcore punka. Dziennik The New York Times napisał: „skrótowe określenie rodzaju rocka, wywodzące się z wczesnego Black Sabbath oraz późnego Black Flag, charakteryzujące się mrocznym i gęstym brzmieniem”. Wiele zespołów prezentujące sludge metal skomponowało utwory, utrzymane w powolnym tempie, które zawierają fragmenty hardcore'owe (np. Eyehategod - „Depress” oraz „My Name is God”). Mike Williams, założyciel grupy Eyehategod, stwierdził: „styl sludge wyraźnie daje się poznać po swojej powolności, pewnego rodzaju brudzie i ogólnym poczuciu dekadencji”. Niektóre zespoły, mimo iż są utożsamiane ze stylem sludge metal, grają swoje utwory w szybszym tempie. Instrumenty strunowe (gitara elektryczna oraz gitara basowa) charakteryzują się mocno przesterowanym brzmieniem, oraz dużą liczbą nagranych ścieżek, w celu uzyskania jeszcze grubszej warstwy dźwięku. Dodatkowym elementem charakteryzującym gatunek jest częsty brak solówek gitarowych. Partie perkusji często wykonywane są w stylu charakteryzującym doom metal. Śpiew głównie charakteryzuje się krzykliwością. Teksty na ogół mają charakter pesymistyczny. Poruszają takie wątki, jak nadużywanie narkotyków, polityka czy gniew wobec społeczeństwa.
Wiele zespołów wywodzących się z południowych rejonów Stanów Zjednoczonych, prezentujących sludge metal, czerpie inspirację z southern rocka oraz bluesa. Istnieje wiele kontrowersji, czy termin „sludge” odnosi się tylko do stylu z Nowego Orleanu, a później również amerykańskiego południa, czy „pełnej świadomości w głowach podobnie myślących fanów Black Flag / Black Sabbath, mający podobne spojrzenie na świat”. Zespoły wywodzące się z nurtu sludge metal, bądź też czerpiące inspirację z niego, prezentujące bardziej eksperymentalne podejście, mającej małe pokłady agresji i teksty skupiające się wokół filozofii, określa się mianem „atmospheric”. Ze względu na duże podobieństwo zespołów prezentujących sludge metal oraz stoner metal, często oddziela się oba gatunki od siebie. Sludge metal często bywa także porównywany do crust punka, ze względu na podobieństwo tekstów (tematy polityczne) oraz „brudne” brzmienie gitar.

## Historia

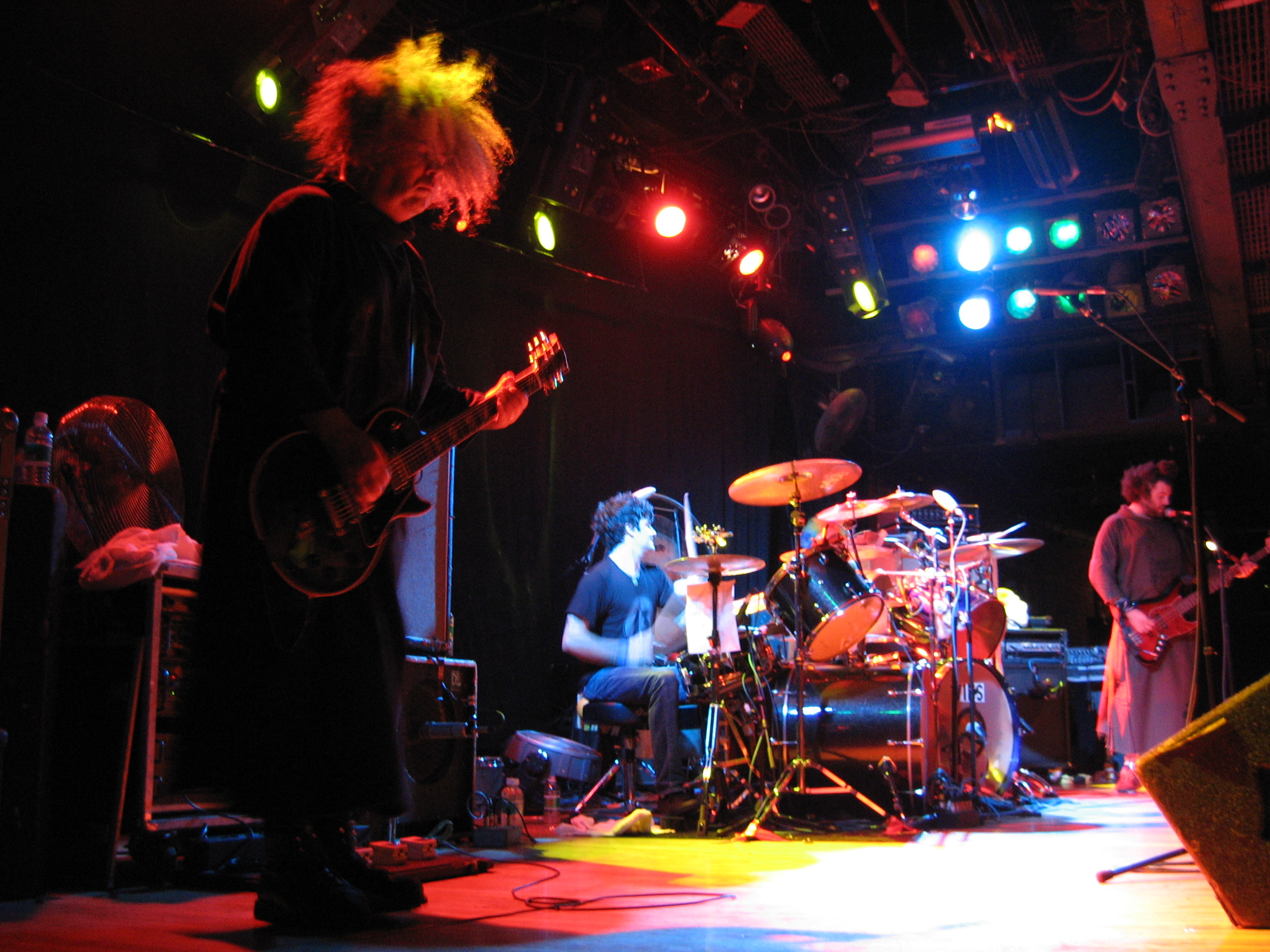
Grupa Melvins, prekursor gatunku

### Prekursorzy
Za prekursorów gatunku uznaje się grupę Melvins. Wraz z Black Flag i Black Sabbath, muzycy cytowani przez pionierów stylu, powołują się na takie wpływy jak: Mississippi John Hurt, Lynyrd Skynyrd, Greg Ginn, Trouble, Carnivore, Saint Vitus, Gore, Righteous Pigs, Amebix oraz Swans. Pierwsze zespoły prezentujące sludge metal, czerpały inspirację również z muzyki industrialnej (SPK, Throbbing Gristle, Chrome oraz Swans).

### Wczesny okres
Zespołem który miał jeden z najważniejszych wpływów na sludge metal, był Melvins ze stanu Waszyngton. Ich wczesne albumy - Six Songs (1986) oraz Gluey Porch Treatments (1987), są uznawane za jedne z pierwszych wydawnictw prezentujących sludge metal. W tym czasie grupa była także ważnym przedstawicielem sceny grunge. Kolejnym zespołem wywodzącym się ze sceny stanu Waszyngton, który wpłynął na sludge metal, była grupa Alice in Chains, zwłaszcza albumami Dirt (1992) oraz Alice in Chains (1995). Również grupa Neurosis z Oakland jest uznawana za jeden z pierwszych zespołów, prezentujących sludge metal.
Na początku lat 90. liczba zespołów z Luizjana (szczególnie scena metalowa z Nowego Orleanu prezentowała wpływy i rozwijała styl sludge metal. Zespoły Eyehategod (założony w 1988 roku), Crowbar (założony w 1989 roku) oraz Acid Bath (założony w 1991 roku), są uznawane za pionierów gatunku. Na wschodnim wybrzeżu, zespoły Buzzov*en (założony w 1989), 16 (utworzony w 1990) i Grief (utworzony w 1991), przyjęły wolniejsze tempo podejścia do wschodzącego gatunku.
Wokalista grupy Down Phil Anselmo tak oto wypowiedział się o początkach gatunku: „W tamtych czasach, wszystko w podziemiu było szybko, szybko, szybko. To był przepis dnia. Ale kiedy wyszedł pierwszy album Melvins Gluey Porch Treatments, to naprawdę złamał on formę, zwłaszcza w Nowym Orleanie. Ludzie zaczęli doceniać wolniejsze granie”.

### Późniejszy okres
W późniejszym okresie, popularyzacja gatunku, spowodowała rozprzestrzenienie się go w całych południowych i wschodnich Stanach. Jose Carlos Santos zauważa zmianę ostrości w wyniku oddziaływania brytyjskiej grupy Iron Monkey, przy okazji wydania przez zespół debiutanckiego albumu w 1997 roku: „Zbieg okoliczności, czy nie, wydawało się, że bramy sludge metalu otworzyły się dla reszty świata, w ostatniej dekadzie mini-scenki, można spotkać w niemal każdym kraju”.
Wpływ sludge metalu można także zaobserwować w muzyce japońskiej grupy Corrupted, oraz współczesnych amerykańskich zespołach Lair of the Minotaur, Old Man Gloom oraz Kylesa. Stan Georgia został zidentyfikowany jako źródło nowych grup, czerpiących inspirację ze sludge metalu (Mastodon, Baroness, Black Tusk oraz Kylesa).
Pod koniec lat 90., wiele zespołów prezentujących sludge metal, swoje brzmienie skierowało w kierunku post-rocka. To nowe brzmienie, określane jako „post-metal”, było bardzo zainspirowane eksperymentalnym stylem grupy Neurosis od początku do połowy lat 90., i jest wykonywane przez takich wykonawców jak Isis, Cult of Luna, Pelican.

## Zespoły

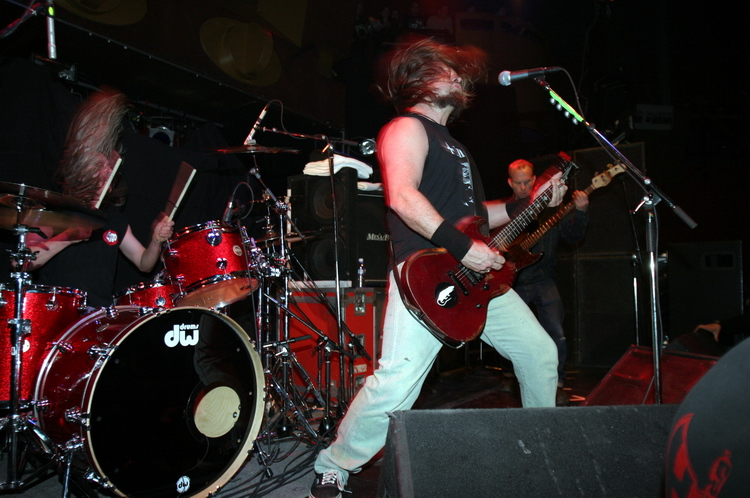
Grupa Corrosion of Conformity

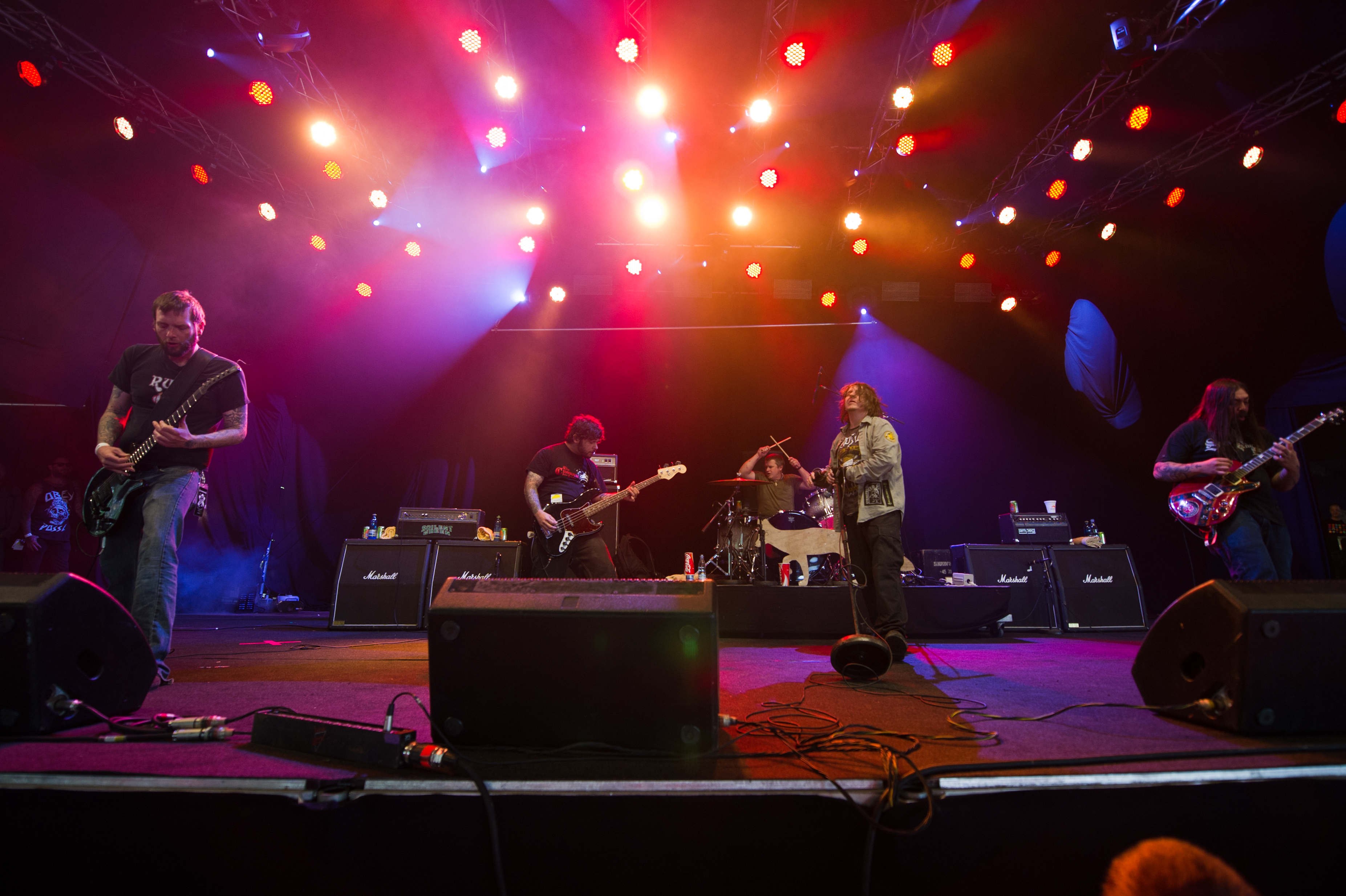
Grupa Eyehategod

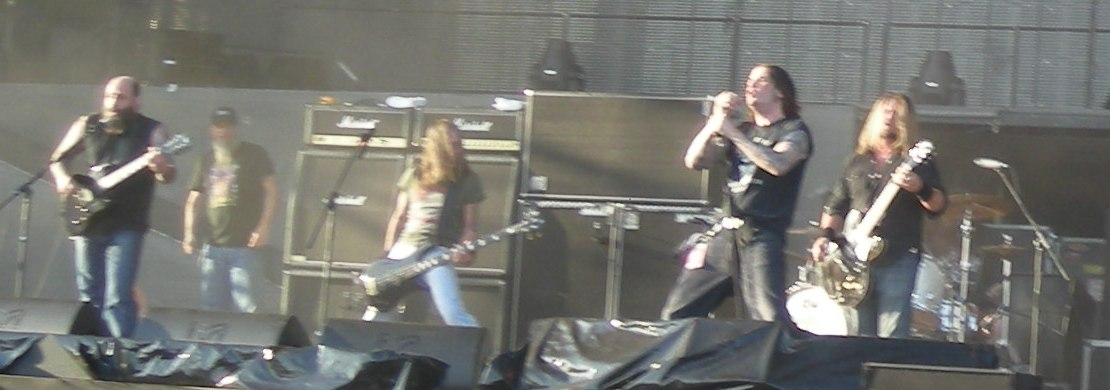
Grupa Down

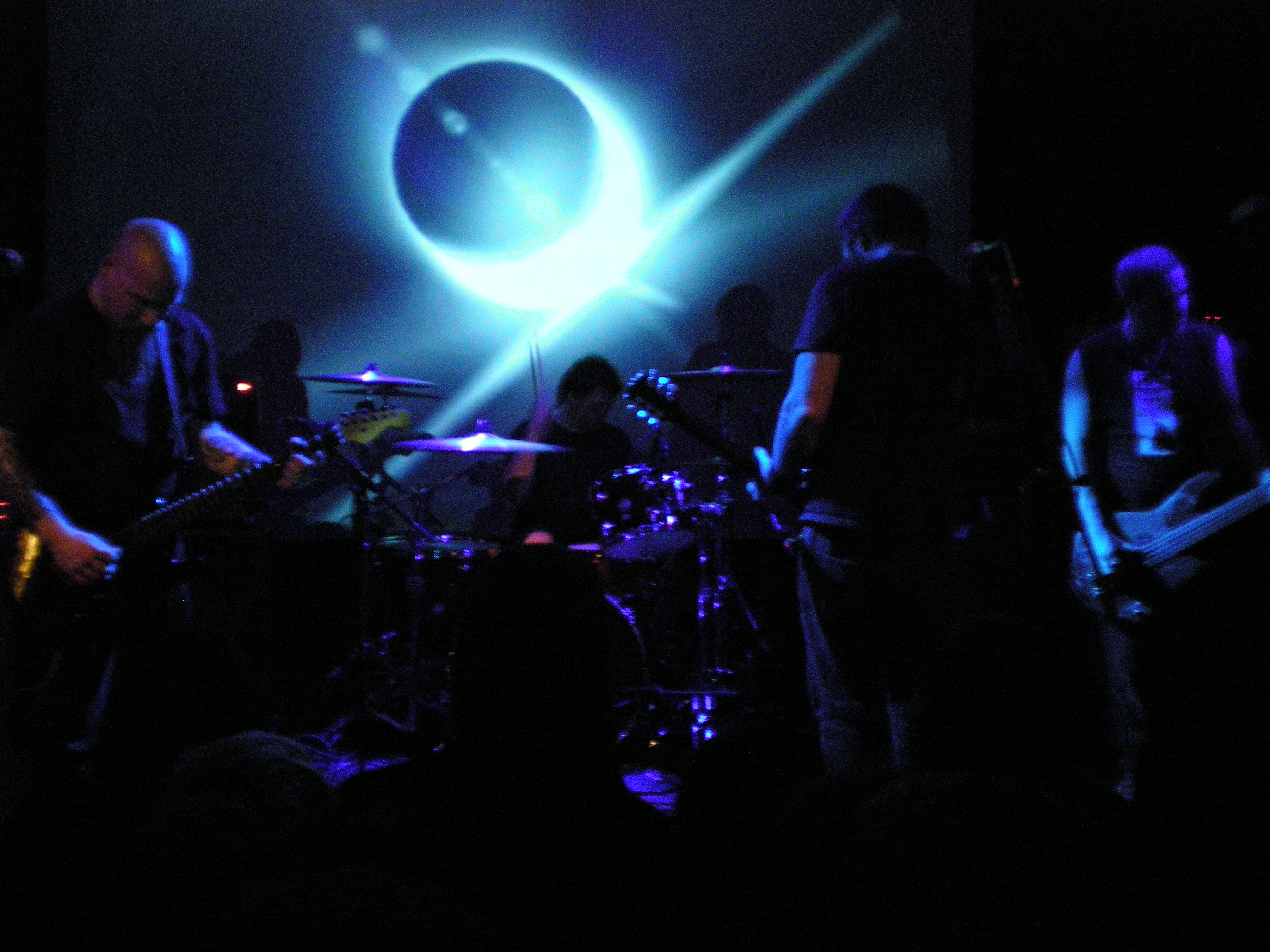
Grupa Neurosis

### Główna scena/Southern sludge metal
- Acid Bath[23]
- Buzzov*en[24]
- Corrosion of Conformity[29]
- Crowbar[22]
- Down[29]
- Eyehategod[2]
- Goatwhore[29]
- Iron Monkey[30]
- Melvins[31]
- Superjoint Ritual[29]

### Stoner sludge metal
- Bongzilla[32]
- Electric Wizard[33]
- High on Fire[34]
- Kylesa[17]
- Mico de Noche[35]
- Torche[36]
- Weedeater[37]
- Kyuss

### Pozostali
- Alice in Chains (sludge metal, metal alternatywny, hard rock)[19][20][38][39]
- Baroness (sludge metal, metal progresywny)[40]
- Black Label Society (sludge metal, hard rock, southern rock)[41]
- Black Tusk (sludge metal, hardcore punk, stoner rock)[42]
- Boris (sludge metal, drone doom)[43]
- Cancer Bats (sludge metal, hardcore punk, southern rock)[44][45]
- Fudge Tunnel (sludge metal, noise rock, metal alternatywny)[46]
- Helms Alee (sludge metal, shoegaze)[47]
- Isis (sludge metal, post-rock)[15]
- KEN Mode (sludge metal, noise rock, post-hardcore)[48]
- Kingdom of Sorrow (sludge metal, metalcore)[49]
- Lair of the Minotaur (sludge metal, thrash metal)[50]
- Mastodon (sludge metal, metal progresywny, metal alternatywny)[51]
- Mistress (sludge metal, death metal)[52]
- Part Chimp (sludge metal, noise rock)[53]
- Soilent Green (sludge metal, grindcore)[8]
- Will Haven (sludge metal, metalcore)[54]